# شهرک چاه پایاب چاه شط
شهرک چاه پایاب چاه شط روستایی در دهستان بهناباد بخش شاسکوه شهرستان زیرکوه استان خراسان جنوبی ایران است. بر پایه سرشماری عمومی نفوس و مسکن در سال ۱۳۹۰ جمعیت این روستا ۳۱۶ نفر (در ۷۶ خانوار) بوده‌است.